# Капсид

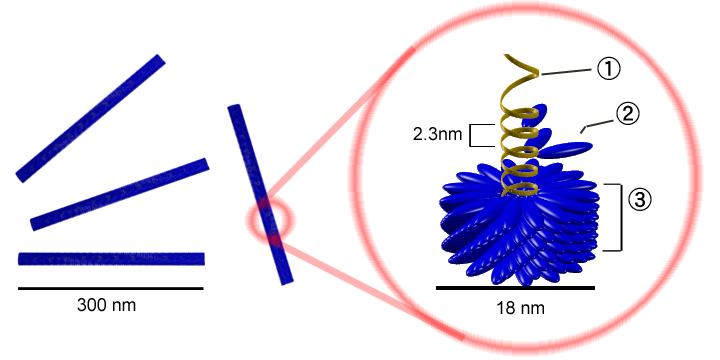
Спіральний капсид вірусу тютюнової мозаїки. 1 — РНК, 2 — білкові глобули, 3 — зібрана частина капсида.

Схема цитомегаловірусу.

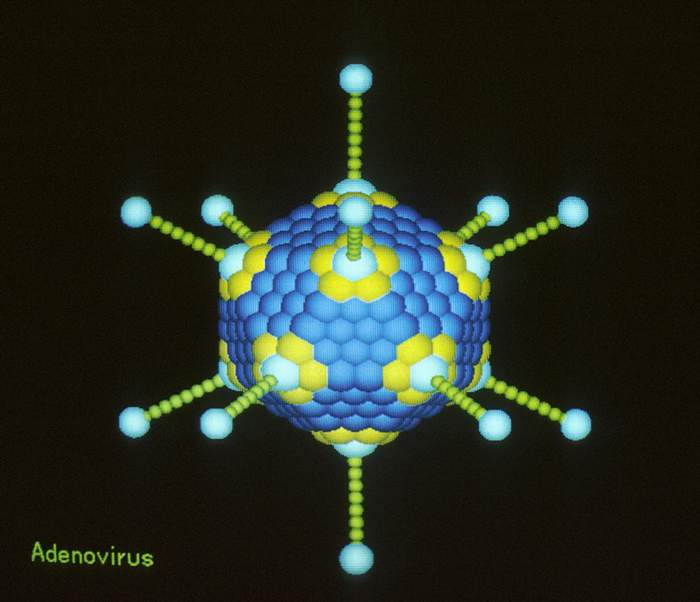
Ікосаедричний капсид аденовірусу

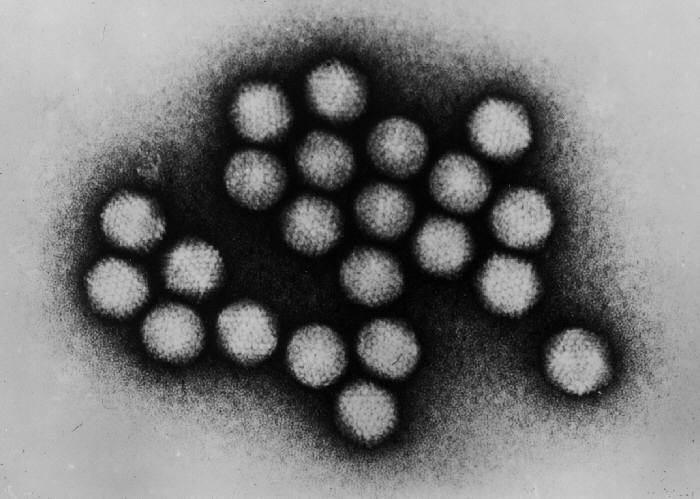
Ікосаедричні капсиди аденовірусу під електронним мікросопом

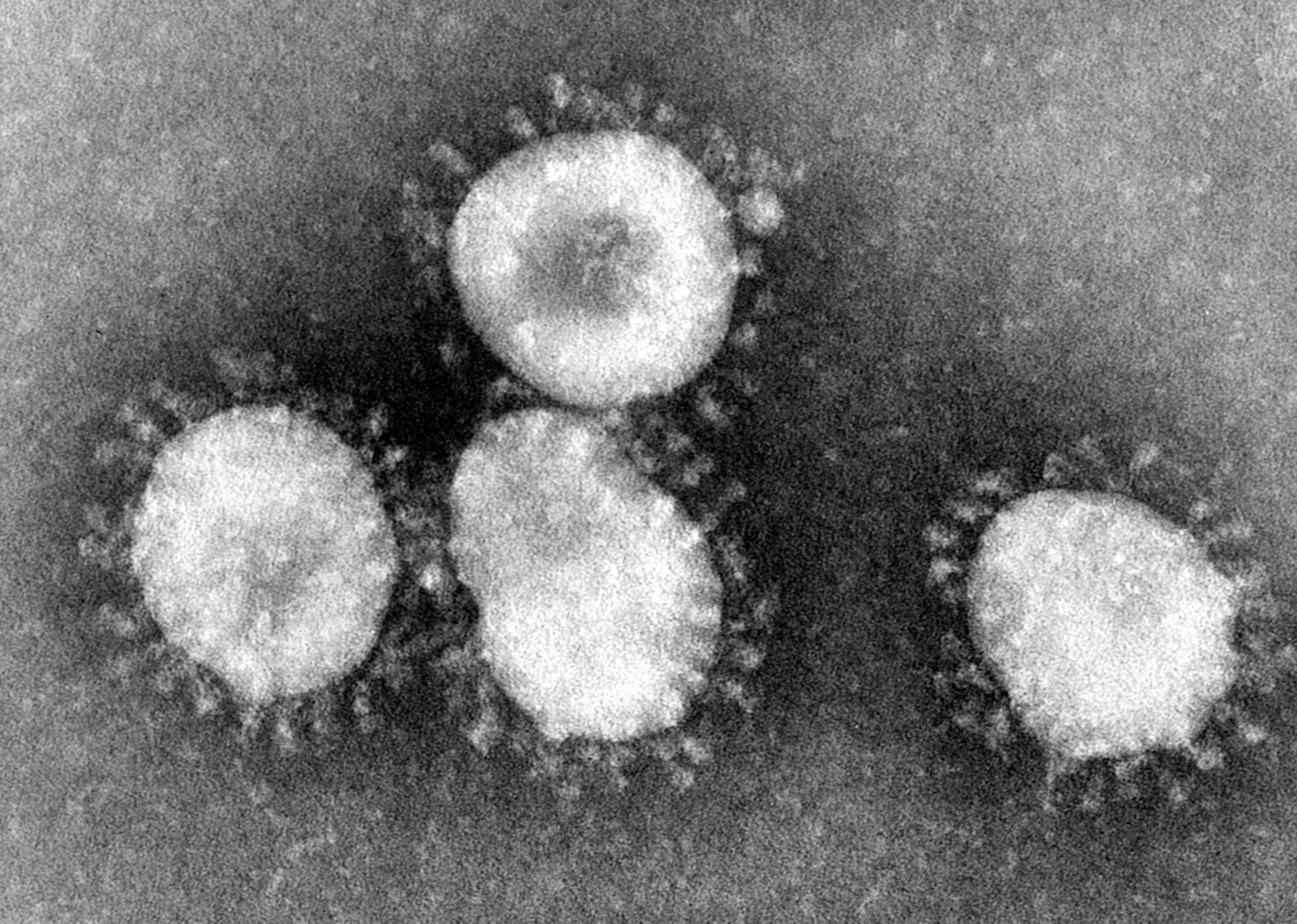
«Закутані» капсиди коронавірусів під електронним мікросопом

Капсид — зовнішня білкова оболонка вірусу. Капсид виконує декілька функцій:
- Захист генетичного матеріалу (ДНК або РНК) вірусу від механічних і хімічних пошкоджень.
- Визначення потенціалу до зараження клітини.
- На початкових стадіях зараження клітини капсид виконує прикріплення до клітинної мембрани, розриває мембрану і впроваджує в клітину генетичний матеріал вірусу.

У зараженій клітині вірус рано чи пізно починає розмножуватися, використовуючи інфраструктуру клітини. Білки, що складають капсид, синтезуються на основі генетичного матеріалу вірусу. Деякі типи вірусів, покидаючи заражену клітину, відтинають частину мембрани і «закутуються» в неї, створюючи тим самим додатковий рівень захисту. Мембранна оболонка отримується капсидом з однієї з мембран клітини-хазяїна, залежно від вірусу, це може бути ядерна мембрана, мембрана апарату Гольджі або зовнішня клітинна мембрана. Під час процесу збірки вірусу, на вершині капсида утворюється особлива субодиниця капсиду, «портал» або вірусний пакувальний мотор. через цей портал відбувається упаковка генетичного матеріалу у новий вірус.
Капсиди більшості вірусів мають спіральну або ікосаедричну симетрію. У разі спіральної симетрії (наприклад, у вірусу тютюнової мозаїки) складові частини капсида формують циліндр з укладених по спіралі білкових глобул, усередині якого знаходиться генетичний матеріал вірусу. У разі ікосаедричної симетрії (наприклад, у багатьох бактеріофагів) утворюється квазі-сферична структура капсида. У разі «закутаного» капсида окремі частини капсида (спірального або ікосаедричного) відкриті навколишньому середовищу, тоді як велика частина його прихована мембраною.
Структурний аналіз основних типів капсидів використовується в класифікації вірусів. Так, за даними структурного аналізу капсида в одну групу були поміщені бактеріофаг PRD1, вірус хлорел, що мешкають в Paramecium bursaria, і аденовірус ссавців.